# 國重惇史
國重 惇史（くにしげ あつし、1945年12月23日 - 2023年4月4日）は、日本の実業家。楽天証券社長、同社会長、楽天銀行社長、同社会長、楽天副会長などを歴任した。

## 人物・経歴
山口県生まれ。1968年東京大学経済学部卒業後、住友銀行（現三井住友銀行）入行。東大の同期にはフジサンケイグループ元議長の鹿内宏明（日本興業銀行出身）やみずほフィナンシャルグループ初代社長の前田晃伸（富士銀行出身、現・日本放送協会会長）が、住銀の同期には後に三井住友銀行頭取となる奥正之がいる。
渋谷東口支店長、審議役などを経て、1991年本店営業第一部長に就任。1993年丸の内支店長。1994年取締役に昇格。1995年日本橋支店長。1997年本店支配人東京駐在。同年住友キャピタル証券副社長。
1999年からディーエルジェイディレクト・エスエフジー証券（現楽天証券）社長を務め、同社の売却を、楽天の三木谷浩史会長に提案し、西川善文三井住友銀行頭取との間を仲介。
売却に伴い楽天グループ入りし、2005年楽天副社長に就任。2006年楽天証券会長。2008年イーバンク銀行（現楽天銀行）社長。2012年楽天銀行会長。楽天グループのM&Aなどを担った。2014年楽天副会長に就任するものの、同年「一身上の都合」で退任。2015年リミックスポイント社長。
2023年4月4日、死去。77歳没。亡くなる数年前より国指定の特定疾患である進行性核上性麻痺に罹患し闘病していた。

## 著書
- 『住友銀行秘史』講談社 2016年